# In Stormen Sterk
In Stormen Sterk, in de Belgische gemeente Lille (deelgemeente Gierle), is een sinds 2014 weer maalvaardige windkorenmolen. De grondzeiler werd in 1837 opgericht door molenaar Jan Frans De Backer nadat de vorige molen, een standerdmolen of standaardmolen uit 1499, door een windhoos werd omvergegooid op 29 november 1836. In Stormen Sterk is een beschermd monument sinds 6 november 1981. De windvang is ernstig verstoord door de omliggende bebouwing. In 2003 maalde de molen voor het laatst. De toestand liet het daarna niet meer toe. In 2006 werd de molen aangekocht door Kempens Landschap en in 2014 werd de grondige restauratie afgerond. De gemeente Lille heeft de molen in erfpacht van vzw Kempens Landschap. Een team van vrijwillige molenaars stelt de molen open voor het publiek op de laatste zondag van elke maand (met uitzondering van de maand december).

## Geschiedenis
De voorganger van de huidige molen werd in 1499 opgericht in opdracht van de heer van Turnhout. Op 25 december 1500 draaide de door Gijsbrecht Schaluynen gebouwde molen voor het eerst, met molenstenen die uit Dordrecht afkomstig waren. Nadat deze molen in 1836 sneuvelde, kreeg de eigenaar op 16 mei 1837 van de Bestendige Deputatie van de provincie Antwerpen toestemming om een nieuwe molen te bouwen. In een steen boven de toegang zijn het jaartal 1837 en de initialen van de eigenaar-molenaar en zijn vrouw gegraveerd: I.F.D.B. - A.M.I. (Joannes Franciscus De Backer en Anna Maria Jacobs). Bij de bouw werden veel onderdelen van de vorige molen hergebruikt.
Bij een windhoos op 14 november 1940 draaiden de molenwieken dusdanig snel dat door wrijving van de vangband brand ontstond. Er volgde een snelle herstelling zodat de molen reeds in april 1941 opnieuw in bedrijf kwam. Tot 1958 werd er beroepsmatig graan gemalen, maar ook hierna draaide de molen zo nu en dan nog.
Een ander voorval was er in 1977 toen de geklinknagelde buitenroede tijdens het malen brak. De molen draaide toen met vier volle zeilen. De 26,50 m lange buitenroede was geplaatst op 23 oktober 1934, gemaakt door Verhaeghe (fabr. nr. 1211).
De molen maalde voor het laatst in 2003, maar de toestand was zodanig slecht, dat men hem moest stilleggen. De familie van Emiel Rombouts, de laatste beroepsmolenaar, verkocht in 2006 het monument en het omliggende grasveld aan de vzw Kempens Landschap, die het op haar beurt voor 99 jaar in erfpacht aan de gemeente Lille gaf.
De gemeente Lille bereidde in 2007-'08 de restauratiewerkzaamheden voor, en in februari 2009 stond de molen erbij zonder staart en roeden. Bij de restauratie is de oude potroede vervangen door een nieuwe geklonken roede.
In april 2012 werd begonnen met de noodzakelijke restauratie, eind 2013 werd deze afgerond. In augustus 2014 volgde de feestelijke heropening tijdens de jaarlijkse Molenfeesten.

## Restauraties en onderhoud
Na de eerder genoemde herstellingen na de brand in november 1940, werd het eerstvolgende grote onderhoud uitgevoerd in 1976 door molenmaker Caers uit Retie. Toen kreeg het monument nieuw hekwerk op beide roeden, en verder werden de kap, de beide schorenparen en de korte spruit vernieuwd. Ook werd de romp van de molen opgeknapt en de staart hersteld. In 2012-2013 volgde opnieuw een grote restauratie door vzw Kempens Landschap en de Gemeente Lille. Die werken werden afgerond in 2014.

## Molenaars en eigenaars
- 1837: Jan Frans De Backer
- Jacob De Backer (overgeërfd)
- Jos Peeters-De Backer (via erfenis)
- Jef Van Heyst
- 1919-1946: Victor De Kinderen
- 1946-2006: Emiel Rombouts
- 2006: vzw Kempens Landschap

## Technische gegevens
De molen heeft
- een gelaste buitenroede van 26,5m, gemaakt door Peel uit Gistel in 1977, en een 26,3m lang geklonken binnenroede (roedenr. 1965) afkomstig van een poldermolen in de Purmer in Nederland. Deze potroede kwam naar Gierle in 1940 van de in 1938 afgebrande Oude Molen in Balen. In 2013 is de potroede vervangen door een nieuwe, geklonken roede van de firma Vaags met roedenummer 286.
- twee koppels molenstenen en een haverpletter
- een koekenbreker van Vandevelde & Arras uit Lier